# Cleistanthus xanthopus
Cleistanthus xanthopus là một loài thực vật có hoa trong họ Diệp hạ châu. Loài này được Airy Shaw mô tả khoa học đầu tiên năm 1966 publ. 1867.